# Oligoryzomys fulvescens
Oligoryzomys fulvescens е вид гризач от семейство Мишкови (Muridae). Видът не е застрашен от изчезване.

## Разпространение
Разпространен е в Белиз, Бразилия, Венецуела, Гватемала, Гвиана, Еквадор, Колумбия, Коста Рика, Мексико, Никарагуа, Панама, Перу, Салвадор, Суринам, Френска Гвиана и Хондурас.

## Описание
Теглото им е около 25 g.
Популацията на вида е стабилна.